# Syrphophagus cinctipes
Syrphophagus cinctipes är en stekelart som först beskrevs av Girault 1915.  Syrphophagus cinctipes ingår i släktet Syrphophagus och familjen sköldlussteklar. Inga underarter finns listade i Catalogue of Life.